# Nelson Tethers: Puzzle Agent
Nelson Tethers: Puzzle Agent är ett pussel/äventyrsspel utvecklat av Telltale Games i samarbete med Graham Annable. Det är det första spelet som kommit från Telltales pilotprojekt, och släpptes den 30 juni 2010. Enligt Telltale är spelet influerat av David Lynch, Stanley Kubrick och bröderna Coen (främst Fargo).